# Édouard de Sercey
Pour les articles homonymes, voir Sercey.
Félix Édouard, comte de Sercey, né à Port-Nord-Ouest (Île-de-France) le 1er avril 1802 et mort au château de Rumigny le 30 août 1881, est un haut-fonctionnaire, diplomate et ministre plénipotentiaire français. 

## Biographie
Fils de l'amiral marquis Pierre César Charles de Sercey, Édouard de Sercey est diplomate à Saint-Pétersbourg lorsqu'il reçoit des instructions le 4 octobre 1839 par lettre du ministre des Affaires étrangères Jean-de-Dieu Soult le nommant chef d'une mission en Perse. Il a pour but de rétablir les relations de la France avec le souverain perse, rompues depuis trente années, et s'y rend avec une importante ambassade dont font aussi partie, entre autres, Pascal Coste et Eugène Flandin. 
Partis de Toulon le 30 octobre sur le Véloce, l'ambassade reste longuement à Constantinople avant de gagner Trébizonde (8 décembre) par la mer Noire. En pleine hiver, ils traversent les montagnes enneigées d'Arménie et après Erzeroum, entrent en Perse le 11 janvier 1840. 
Sercey recherche à Khoï près de Tabriz, la tombe du lieutenant Bernard, membre de la mission Gardane, mort en 1809 mais ne la retrouve pas et pénètre à Téhéran le 1er mars. Trois semaines plus tard, l'ambassade se rend à Ispahan qu'ils atteignent le 5 avril et, le 8 avril, ils sont reçus avec grands honneurs, par le chah Mohammad Chah Qadjar, puis par son vizir Hadj Mirza Aghassi. 
Durant les deux mois qu'il passe à Ispahan, Sercey rend visite à de nombreuses reprises au chah. Il y observe le jeu diplomatique des Russes et des Britanniques. 
En mai 1840, l’ambassade se sépare en trois groupes. Deux officiers, Beaufort et Daru ont pour instructions de visiter Chiraz, le golfe Persique, Bagdad et la Mésopotamie. Un groupe reprend la route du nord, par Tabriz et la Géorgie alors que Sercey, accompagné de Chazelles, Lachèze, Kasimirski et de l'abbé Scoffi, part d'Ispahan au début de 1841 pour Murat, Kermanshah et les montagnes du Zagros. 
Sercey et ses compagnons gagnent ensuite la Mésopotamie en passant par Bagdad, Kirkouk et Mossoul et atteignent la Syrie. Ils passent alors à Diyarbakir, Ourfa, Biredjik, Alep, Antioche et Alexandrette où ils rembarquent pour l'Europe.
En 1848, son proche et ami le poète Alphonse de Lamartine, désormais ministre des Affaires étrangères du gouvernement provisoire de la naissante Deuxième République, lui propose un poste en ambassade à Londres mais Sercey refuse, justifiant ce refus par sa loyauté à la monarchie. Il se retire alors au château de Rumigny, propriété de son beau-père Marie-Hippolyte, marquis de Rumigny, diplomate et pair de France.
Il est fait grand officier de la Légion d'honneur.

## Publications
- La Perse en 1840, La Revue contemporaine, mars et mai 1854
- Une ambassade extraordinaire. La Perse en 1839-1840, Paris, L'Artisan du Livre, 1928 (reprise de l'ouvrage précédent, annotée par le comte Laurent de Sercey, petit-fils d’Édouard)

## Décorations
- Grand officier de la Légion d'honneur (19 avril 1846[1])
- Grand-croix de l'ordre d'Isabelle la Catholique (avril 1845[1])
- Ordre du Lion et du Soleil (26 février 1841[1])
- Ordre du Sauveur (février 1834[1])